# Apollon
O Apollon é um cliente para o giFT baseado em KDE. Possui uma interface bastante amigável e intuitiva para lidar com o giFT. Usando diferentes plugins para o giFT, ele poderá ser transformado em um cliente para Kazaa, Gnutella, OpenNap, Ares, OpenFT e outras.